# 张士诚墓
张士诚墓，也称张吴王墓、张王坟，位于江苏省苏州工业园区斜塘街道。为苏州市文物保护单位。
张士诚（1321年－1367年），小名张九四，泰州白驹场（今盐城大丰）人，本为盐工，元末起义军领袖。元至正十三年（1353年）起，陆续攻占泰州、高邮、扬州、苏州等长江南北城池，自立为诚王，建国大周，改元天佑。天佑四年（至正十七年），张士诚在平江（今苏州）被元军两路夹击，被迫投降元朝，被封为太尉，统管江淮、江浙。至正二十三年，又自立为吴王，反元的同时，也开始与朱元璋交战，唯不胜。至正二十六年冬，被朱元璋军围困于平江，二十七年城破被俘，押至应天（南京）后自缢而亡，终年47岁。
张士诚统领苏州十余年，期间苏州基本避免了兵火战事，张又主导减税务农、兴学纳贤、修建水利，使得吴地能够稳定发展，百姓皆感恩戴德，为苏州历史上重要的统治者之一，至今苏州尚有多种纪念张士诚的民俗活动。
张士诚死后，其墓地有诸说法，民间曾传说沈万三闻及张士诚死讯后，赴南京寻得张之尸骨取回苏州下葬；另有说朱元璋赐葬于斜塘；或此处为衣冠冢。清代多部文献提及张士诚墓位于斜塘。民国时期，江苏省省长韩国钧提出寻找张士诚墓，后于斜塘镇北找到，韩邀费树蔚撰、邓邦述书、张一麐刻“张吴王墓碑”于墓前。1960年张士诚墓被公布为吴县文物保护单位。
张士诚墓现址位于苏州工业园区南施街东、方洲路南，2010年建成的南施公园内。墓碑等均不存。墓西原有张王庙（又言城隍庙），文革期间被毁，现移至他处并重建为玉皇宫，宫内设张士诚纪念馆。